# Huntington National Bank
Huntington Bancshares Inc. eller Huntington National Bank (NASDAQ: HBAN

) er en amerikansk bankkoncern med hovedkvarter i Columbus, Ohio.
De har 1.047 afdelinger i 10 delstater og 25.693 ansatte.